# Land Shark - Rischio a Wall Street
Land Shark - Rischio a Wall Street (August) è un film del 2008 diretto da Austin Chick.
Il film venne presentato al Sundance Film Festival del 2008.

## Trama
Due fratelli, Tom e Joshua Sterling, cercano in tutti i modi di salvare dal fallimento la loro azienda a Wall Street, un mese prima dell'attacco terroristico dell'11 settembre 2001.

## Accoglienza
Al 13 ottobre 2008, il sito Rotten Tomatoes riportava un indice di gradimento del 35% basato su 23 recensioni. Metacritic indica invece un punteggio di 39 su 100 basato su 10 recensioni, indicante un responso generalmente negativo.